# کفشک بی‌دست
کفشک بی‌دست (نام علمی: Neoachiropsetta milfordi) نام یک گونه از تیره کفشک جنوبی است.